# Christian Düberg
Johann Christian Peter Düberg (* 16. Februar 1806 in Wismar; † 12. Januar 1873 ebenda) war ein deutscher Jurist, Publizist und Führer der bürgerlichen Unruhen in Wismar in der Folge der französischen Julirevolution von 1830 und der Märzrevolution 1848.

## Biografie
Christian Düberg war Sohn des Nadlermeister Johann Carl Düberg (* 1769) und Enkel eines aus Stockholm eingewanderten Nadlers. Sein älterer Bruder war der Maler Carl Düberg.
Er studierte Jura an den Universitäten Halle und Rostock. Zu Ostern 1827 wurde er in die Matrikel der Mecklenburgischen Advokaten und Notare aufgenommen und praktizierte seitdem in Wismar, wo er zunächst im elterlichen Hause wohnte. 
Durch seine Erfahrungen vor Gericht erbittert gegen einzelne Magistrats- und Gerichtspersonen und gegen das ganze wismarsche Justizwesen, dem er Willkür vorwarf, wurde er Urheber einer Bewegung gegen den Magistrat zur Umgestaltung der Verfassung. Am 9. November 1830 wurde eine von ihm verfasste Missive (Protestschrift) veröffentlicht, die von 1200 Personen unterzeichnet wurde. Der Erfolg der Missive ermunterte zu weiteren Schritten: auf Betreiben Dübergs ernannten fast alle Gewerke — bis auf die Kaufmanns- und die Krämer-Kompagnie — Deputierte zu gemeinsamen Beratungen über die Stadtangelegenheiten, besonders auch über eine Verfassungsänderung. Eine revolutionäre Körperschaft konstituierte sich unter dem Namen Deputierten-Versammlung der ehrliebenden Bürgerschaft und bestellte Düberg zu ihrem Konsulenten.
Der Rat erkannte, dass ein gewisses Einlenken unvermeidlich war, erließ eine Proklamation am 17. November und richtete eine gemeinsame Kommission ein. Es kam dennoch zu einem Tumult; der Bürgermeister Lembke musste die Stadt verlassen, und Düberg war kurzzeitig der politisch einflussreichste Mann Wismars. Er reiste an der Spitze einer Delegation nach Schwerin zum mecklenburgischen Großherzog Friedrich Franz I., um dort die Forderungen der Deputiertenversammlung vorzutragen, wurde von diesem aber gar nicht empfangen. Er kehrte nach Wismar zurück, wohin der Großherzog inzwischen den Kammerrat Leopold von Plessen entsandt hatte, der die Deputiertenversammlung verbot. Anfang Dezember rückte Militär in Wismar ein; Düberg wurde zunächst unter Hausarrest gestellt und am 13. Dezember nach Schwerin gebracht. In der Nacht vom 2. auf den 3. April 1831 gelang ihm die Flucht aus dem Bleikeller des Schweriner Schlosses. Bei der Rückkehr nach Wismar wurde er mit seinem Bruder am Wassertor erneut verhaftet. Er konnte wiederum fliehen; nun von einer eigens eingesetzten Untersuchungskommission unter Leitung von Carl Friedrich von Both steckbrieflich gesucht, ging er nach Straßburg ins Exil. Er kehrte jedoch nach einiger Zeit zurück und trat seine Festungshaft in Dömitz an, von der ihm ein Teil noch erlassen wurde, weil er bestrebt war, Ausschreitungen zu verhindern. 
Auch 1848 versuchte er sich an die Spitze einer revolutionären Bewegung in Wismar zu setzen. Er wurde jedoch am 1. April verhaftet, nach Schwerin gebracht und am 13. April entlassen, nachdem er versprochen hatte, für vier Wochen Wismar nicht zu betreten und auch keine Volksversammlung zu halten. Anschließend kehrte Düberg nach Wismar zurück, praktizierte weiter als Advokat und Notar und engagierte sich in bürgerschaftlichen Angelegenheiten wie der Schulfrage. Bis zum Lebensende publizierte er noch über die mecklenburgische Verfassungsfrage.
Düberg galt seinen Zeitgenossen als Communist  und war Swedenborgianer. Er trat mehrfach publizistisch für die Lehre Swedenborgs und dessen Neue Kirche ein und schrieb die erste Biographie Johann Friedrich Immanuel Tafels, des Begründers der Swedenborg-Bewegung in Deutschland.
Im Februar 1843 verließ er mit seiner Familie die evangelisch-lutherische Landeskirche und gründete mit Gleichgesinnten eine freie Gemeinde unter dem Namen Reformirte Gemeinde. 1844 gab sich die kleine Gemeinde eine Ordnung; 1845 nannte sie sich Neue Deutsche Gemeinde und schloss sich der deutschkatholischen Bewegung an. Zu diesem Zeitpunkt umfasste sie 50 Personen. Seit 1846 feierte die Gemeinde ihre Gottesdienste im Sommer im Schützenhaus vor der Stadt und im Winter im Haus Dübergs, das eine Viertelstunde vor der Stadt lag. 1846 besuchte Johannes Ronge die Gemeinde, feierte Abendmahl und nahm eine Konfirmation vor. Ein Jahr später kam es in der Gemeinde zwischen eher rationalistisch eingestellten Gemeindegliedern und Dübergs swedenborgianischen Ansichten zum Streit; Düberg wollte die Gemeinde vom Deutschkatholizismus lösen und wurde im September 1847 bei einem Treffen in Nordhausen mit Eduard Baltzer und Gleichgesinnten einer der Gründer des Vereins der Freien Gemeinden; wenig später stand die Gemeinde vor der Auflösung.
Düberg wurde auf dem Friedhof Wismar beigesetzt, wo eine Info-Stele an ihn erinnert.

## Schriften
- Meklenburgs Landesnoth: Bemerkungen über Ständewesen und Gemeindeordnung: nebst einem Anhang über den Rechtszustand in Mecklenburg. Braunschweig: Vieweg 1831
- Gedichte. Wismar 1841

Abt. 1: Psyche
Abt. 2: Lieder-Träume und Trümmer
- Das Gemeinwesen aus Christus: Weissagung und Auslegung. Liestal: Honegger 1844
- Aus und über Swedenborg. Wismar: Oesten 1849 (Digitalisat)
- Zur Pfändungs-Frage in Mecklenburg, insbesondere auf Wismar'schem Gebiet: zwei Rechtssprüche, eine Magistrats-Verordnung und ein Rechtsgutachten; Beachtenswerth für Landbesitzer. Wismar: Hinstorff, 1862
- Leben und Wirken von Dr. Joh. Fr. Immanuel Tafel, Professor der Philosophie und Universitäts-Bibliothekar zu Tübingen. Wismar 1864; 2., verb. Aufl. Basel 1868
- Plattdütsche Diskurse äwer de Theologie und de Presters, ok van Staats- un annern gelihrten Saken: för sien Landslüd. Leipzig: Häfele 1865
- Unsere Gelehrtenschule: motivirter Antrag im bürgerschaftlichen Ausschuß zu Wismar mit Hinblick auf die Lage des Vaterlandes. Wismar: Beck 1866
- Zur mecklenburgischen Verfassungsfrage. Wismar: Hinstorff 1873